# Lachnia subcincta
Lachnia subcincta là một loài bọ cánh cứng trong họ Cerambycidae.